# Antsianaka oxyops
Antsianaka oxyops es un coleóptero de la familia Chrysomelidae. Fue descrita científicamente por primera vez en 1901 por Fairmaire.